# Рабье, Флоренс
Флоренс Рабье (фр. Florence Rabier) — французский метеоролог, генеральный директор Европейского центра среднесрочных прогнозов погоды. Она работает над численным прогнозом погоды. В 2014 году она была назначена кавалером ордена Почётного легиона.

## Ранние годы и образование
Рабье была студенткой бакалавриата Национальной школы метеорологии, где изучала инженерное дело. После окончания бакалавриата она поступила в Университет Тулузы III — Поля Сабатье, где получила степень магистра метеорологии. Она перешла в Парижский университет (Университет Пьера и Марии Кюри) для получения докторской степени, где исследовала вариации метеорологических данных при наличии бароклинной нестабильности. В 1998 году Флоренс присоединилась к организации Météo-France в качестве старшего научного сотрудника.

## Исследования и карьера
Рабье занимала различные должности в Météo-France, где занималась численным прогнозированием погоды. В 1997 году разработала методы усвоения данных для оптимизации использования спутниковых наблюдений в прогнозировании погоды. В частности, Рабье работала над методами четырёхмерной вариации. В 2001 году она была назначена главой отдела наблюдений Метео-Франс.
В 2003 году Рабье была назначена главным инженером мостов и дорог. Она работала над интерферометром инфракрасного зондирования атмосферы (IASI), прибором для европейских метеорологических спутников. IASI — это интерферометр, позволяющий измерять профили атмосферы и влажности. IASI работает с 2007 года и значительно улучшил оперативную метеорологию. Во время Международного полярного года (2007–2008 гг.) Рабье участвовала в полевой кампании над Антарктидой.
Рабье перешла в Европейский центр среднесрочных прогнозов погоды (ECMWF) в 2013 году, где она занимала должность директора отдела прогнозов. В 2016 году Рабье была назначена генеральным директором ECMWF. Центр, созданный в рамках инициативы Европейского сотрудничества в области науки и технологий, расположен недалеко от Метеорологического бюро (метеорологической базы Соединённого Королевства). Она использует суперкомпьютеры (Cray-1), чтобы лучше анализировать и прогнозировать погоду.
Рабье работала вместе с Анной Гретой Стауме над миссией ADM-Aeolus, которая была запущена в 2018 году. В 2021 году она была назначена председателем Консультативного комитета Европейского космического агентства по наблюдениям за Землёй.

## Награды и почести
- 2014: Кавалер ордена Почётного легиона[7]
- 2014: Академия воздуха и космоса[англ.], Гран-при Академии[8]

## Избранные публикации
- Florence., Rabier. The ECMWF operational implementation of four dimensional variational assimilation Part I: experimental results with simplified physics. — [European Centre for Medium-Range Weather Forecasts], 1999.
- Florence., Rabier. The ECMWF implementation of three dimensional variational assimilation (3D-Var) : part II: structure functions. — [European Centre for Medium-Range Weather Forecasts], 1997.
- Klinker, E.; Rabier, F.; Kelly, G.; Mahfouf, J.-F. (2000). The ecmwf operational implementation of four-dimensional variational assimilation. III: Experimental results and diagnostics with operational configuration. Quarterly Journal of the Royal Meteorological Society. 126 (564): 1191–1215. Bibcode:2000QJRMS.126.1191K. doi:10.1002/qj.49712656417. ISSN 0035-9009.
- Florence., Rabier. Sensitivity of two-day forecast errors over the northern hemisphere to initial conditions. — [European Centre for Medium-Range Weather Forecasts], 1994.
- Rabier, Florence (1 октября 2005). Overview of global data assimilation developments in numerical weather-prediction centres. Quarterly Journal of the Royal Meteorological Society. 131 (613): 3215–3233. Bibcode:2005QJRMS.131.3215R. doi:10.1256/qj.05.129. ISSN 0035-9009.